# پل روسکی
پل روسکی (روسی: Русский мост) یک پل کابلی در ولادی‌وستوک، سرزمین پریمورسکی در روسیه است. این پل جزیره روسکی را به بخش‌های ولادی‌وستوک در شبه جزیرهٔ موراویوف-آمورسکی بر روی تنگهٔ بوسفورس شرقی متصل می‌کند. با طول ۱٬۱۰۴ متر این پل بلندترین پل کابلی در جهان است.

## نمای کلی
پل منتهی به جزیره روسکی، طولانی‌ترین پل کابلی جهان است که دهانه مرکزی آن به طول ۱٬۱۰۴-متر (۳٬۶۲۲-فوت).
این پل همچنین پس از پل میو، دومین دکل بلند و طولانی‌ترین کابل‌های نگهدارنده را دارد.
طراحی پل توسط دو عامل اصلی تعیین شد:
- به حداقل رساندن فاصله ساحل تا ساحل: ۱٬۴۶۰ متر (۴٬۷۹۰ فوت). عمق کانال قابل کشتیرانی تا ۵۰ متر (۱۶۰ فوت).
- محل ساخت گذرگاه پل با شرایط آب و هوایی سختی مشخص می‌شود: دما از ۳۱- تا ۳۷+ متغیر است. °C (-24 تا +۹۹) °F)؛ طوفان‌ها بادهایی تا ۳۶ متر بر ثانیه (۱۳۰ کیلومتر بر ساعت؛ ۸۱ مایل بر ساعت) به همراه دارند و امواج تا ۶ متر (۲۰ فوت) ارتفاع؛ و سازندهای یخی در زمستان می‌توانند تا ۷۰ سانتیمتر (۲۸ اینچ) باشند. ضخیم.

### ساخت دکل‌ها

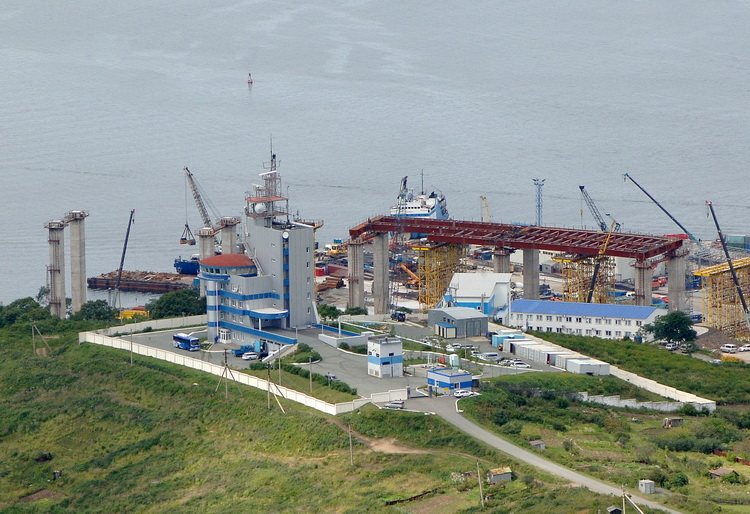
ساخت و ساز رویکرد دهانه، ۲۰۰۹

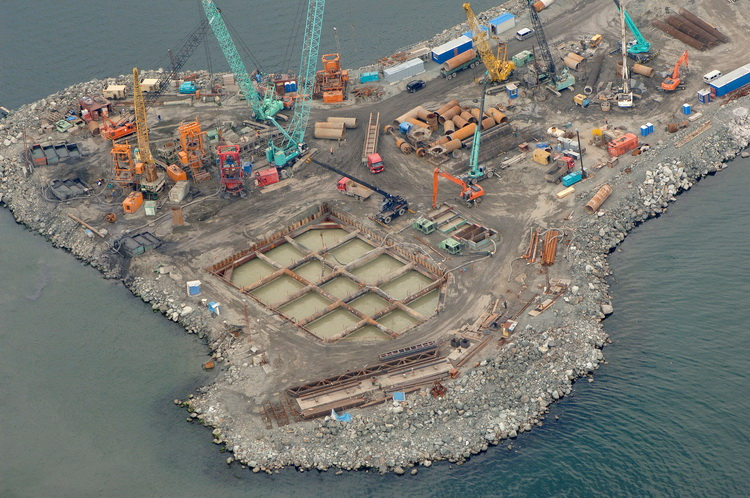
ساخت دکل در آغاز، سپتامبر ۲۰۰۹

## انتقاد
هزینه‌ها و واقعیت ساخت پل روسکی به‌طور گسترده توسط مخالفان سیاسی روسیه مورد انتقاد قرار گرفته است. در ژانویه ۲۰۰۷، ولادیمیر پوتین، رئیس‌جمهور وقت روسیه، اظهار داشت که برگزاری اجلاس در ولادی وستوک یک احتمال مشخص است و حداقل ۱۰۰ میلیاردها روبل برای آماده‌سازی شهر برای اجلاس مورد نیاز بود، که در آن زمان سه برابر بیشتر از بودجه استانی کل سرزمین پریمورسکی بود. تا تاریخ ۲۰۱۲  انتظار می‌رفت هزینه ساخت و ساز از یک میلیارد دلار آمریکا فراتر رود، و در توضیحات پروژه در سایت پیمانکار عمومی، هزینه‌های پروژه ذکر نشده بود. علاوه بر این، ظرفیت داخلی ۵۰٬۰۰۰ خودرو در روز، ده برابر جمعیت فعلی جزیره روسکی با تنها ۵۰۰۰ نفر جمعیت است که منجر به کمبود شدید استفاده از آن می‌شود.
پیش از این انتقاداتی وجود داشت مبنی بر اینکه جاده آسفالته در طول سال اول پس از ساخت پل، در فاصله کمی پس از آن به بن‌بست رسیده بود. از آن زمان، شبکه جاده‌های آسفالته گسترش یافته است. تا سال ۲۰۱۸، این جاده کل شبه‌جزیره ساپر، حدود ۲۵٪ از کل مساحت جزیره را پوشش می‌دهد.

## نگارخانه
- پل در شب، ۲۰۱۳
- پل روسکی پشت سر فانوس تاکارسفکی
- تکیه‌گاه‌های پل از سمت جزیرهٔ روسکی
- نما از سمت قلعهٔ ولادی‌وستوک
- نمای شبانهٔ پل از سمت جاده
- نمای پل از روی آب
- پل ترسیم‌شده روی روبل روسی ۲۰۰۰
- پل ترسیم‌شده روی یک استامپ روسی